# Пирс (станция)
Пирс (также Дублин Пирс) — железнодорожная станция, открытая 17 декабря 1834 года и обеспечивающая транспортной связью северо-восточную часть района Дублин-2 вблизи Тринити Колледжа в городе-графстве Дублине, Республика Ирландия. Расположена на улице Вестленд Роу. На станции находится штаб-квартира подразделения Iarnród Éireann, управляющего пригородным сообщением и DART.

## История
Станция при открытие получила название вокзал Вестленд Роу и являлась конечной на железной дороге Dublin & Kingstown Railway, ставшей первой пригородной линией в мире. К 1891 году станция была значительно перестроена, так как вошла в состав Дублинского железнодорожного узла. В ходе этой перестройки она стала сквозной, хотя сохранились три тупиковых платформы.
В 1966 году станция была переименована в честь семьи Пирс, выходцами из которой были братья Патрик и Вильям, как и некоторые другие ирландские вокзалы и станции в ходе торжественных мероприятий в честь Пасхального восстания.
В прошлом станция долгое время принимала много междугородних поездов, в том числе до середины 1970-х следовавших по маршруту Дублин — Голуэй. Но в настоящее время она не является конечной ни для одного междугороднего маршрута, хотя поезда InterCity следующие между Дублином и Росслэр на ней останавливаются.

## Современность
На станции действуют две платформы. До 2007 одна из тупиковых платформ(№ 3) время от времени использовалась для спец-поездов. Четвёртая платформа, также была доступна, но не приспособленная для приёма современных пассажирских поездов, использовалась как вспомогательный путь. Эта платформа(вместе с № 5, которая была закрыта в течение нескольких лет, а затем перестроена в автостоянку) использовалась как декорации при съёмке некоторых фильмов, как например, Майкл Коллинз, Прах Анжелы(как вокзал Лимерика), ремейк 2005 года Лесси(как вокзал в Голуэй). В 2008 году у платформы № 3 были демонтированы пути, а платформа № 4 уменьшена.

#### Достопримечательности
Тринити Колледж, парк Меррион, Центр Оскара Уальда, Церковь Св. Андрея, Национальная Галерея Ирландии.

## Услуги
Станция является конечной для Северного (на Балбригган и Дандолк) и Западного (на Мейнут и Лонгфорд) пригородных маршрутов. Так же на ней производят остановку поезда DART и Юго-восточного пригородного маршрута (от вокзала Конноли до Арклоу), и поезда InterCity следующие между Дублином и Росслэр Европорт.

## Будущее/Развитие
В соответствии с проектом развития Transport 21 планируется с помощью тоннеля Interconnector соединить вокзал Хьюстон со станцией Пирс и северной частью сети DART через новую станцию Докленд в Спенсер-док. Открытие движения запланировано на 2015 год. По проекту, возводится новая подземная станция с двумя платформами. До недавнего времени станция Пирс оставалась единственной из четырёх крупных транспортных узлов в центре Дублина, которую не затронули крупные проекты по развитию, другие это вокзалы Хьюстон и Конноли, и станция Тара Стрит.